# 毛曾
毛曾，三国曹魏河内郡人，毛嘉的儿子。太和元年（227年），魏明帝立毛曾的姐姐毛贵嫔为皇后，以毛曾为郎中，后又进骑都尉，宠遇优渥。不久又以为驸马都尉。后又迁散骑侍郎。散骑黄门侍郎夏侯玄有一次进见，明帝让他与毛曾并坐，时人称之为“蒹葭倚玉树”。夏侯玄因毛曾父毛嘉出身典虞车工而以为耻，不悦形之于色。明帝恨之，降夏侯玄为羽林监。史书没有记载毛曾是否承袭毛嘉安国乡侯的爵位。景初元年（237年），明帝赐死毛皇后，但没有中止对毛家的礼遇，迁毛曾为散骑常侍，后徙为羽林虎贲中郎将、原武典农。